# Tổng công ty Viễn thông MobiFone
Tổng công ty Viễn thông MobiFone (MobiFone Corporation), tiền thân là Công ty Thông tin Di động Việt Nam (Vietnam Mobile Telecom Services Company - VMS), là doanh nghiệp hoạt động trong lĩnh vực truyền thông trực thuộc Bộ Công an (trước 01/07/2014 thuộc về Tập đoàn Bưu chính Viễn thông Việt Nam - VNPT, từ 2014 đến 2018 trực thuộc Bộ Thông tin và Truyền thông và từ 2018 đến 02/2025 là Ủy ban Quản lý vốn Nhà nước tại doanh nghiệp). Được thành lập vào ngày 16 tháng 4 năm 1993, đây là doanh nghiệp đầu tiên tại Việt Nam khai thác dịch vụ thông tin di động GSM 900/1800 với thương hiệu MobiFone. Lĩnh vực hoạt động chính của MobiFone là tổ chức thiết kế xây dựng, phát triển mạng lưới và triển khai cung cấp dịch vụ mới về thông tin di động có công nghệ, kỹ thuật tiên tiến hiện đại và kinh doanh dịch vụ thông tin di động công nghệ GSM 900/1800, công nghệ 3G/4G/5G hiện đại.

## Lịch sử phát triển
Năm 1993, thành lập Công ty Thông tin Di động. Giám đốc công ty là ông Đinh Văn Phước. Những ngày đầu hoà sóng di động, số điện thoại của MobiFone bao gồm 9 số với đầu số toàn quốc là 090.Trong đó: Miền Bắc là 09040xx, Miền Trung là 09050xx và Miền Nam là 09080xx
Năm 1994, thành lập Trung tâm Thông tin di động Khu vực I & II.
Năm 1995, Công ty Thông tin Di động ký Hợp đồng hợp tác kinh doanh (BCC) với Tập đoàn Kinnevik/Comvik (Thụy Điển) và thành lập Trung tâm Thông tin di động Khu vực III.
Năm 1999, tiến hành cung cấp dịch vụ di động trả trước.
Ngày 1 tháng 7 năm 2001, nâng cấp số điện thoại từ 9 chữ số sang 10 chữ số gồm các số 09040, 09050 và 09080 đổi thành 090340, 090350 và 090380 và cũng thời điểm này, các đầu số 0904, 0905, 0908 được tái ra mắt nhưng ở dạng 10 chữ số.
Năm 2002, ra mắt gói cước trả tiền trước Mobi4U
Năm 2003, ra mắt gói cước trả tiền trước dành riêng cho gửi và nhận SMS - MobiPlay và MobiFone là nhà tài trợ chính cho SEA Games 22.
Năm 2005, Nhà nước và Bộ Bưu chính Viễn thông (nay là Bộ Thông tin và Truyền thông) có quyết định chính thức về việc cổ phần hoá Công ty Thông tin Di động, thay ông Lê Ngọc Minh lên làm Giám đốc Công ty Thông tin di động. MobiFone sử dụng Tổng đài CSKH 18001090 24/7. 18001090 thay cho Tổng đài 145 trước đây.
Năm 2006, thành lập Trung tâm thông tin di động Khu vực IV và ra mắt đầu số 093.
Ngày 20 tháng 6 năm 2007, thay đổi bộ nhận diện thương hiệu mới.
Tháng 8 năm 2007, ra mắt gói cước trả tiền trước MobiQ.
Tháng 10 năm 2007, cung cấp đầu số 0122 (Đây là đầu số 11 chữ số đầu tiên của MobiFone sau 2 đầu số 10 chữ số trước đó là 090 và 093).
Năm 2008, thành lập Trung tâm thông tin di động Khu vực V và thành lập Trung tâm Dịch vụ Giá trị Gia tăng (VAS).
Năm 2009, là một trong 4 mạng di động được Bộ Thông tin và Truyền thông công bố trúng tuyển giấy phép 3G theo tiêu chuẩn IMT-2000 trong băng tần số 1900-2200 MHz (gồm MobiFone, Viettel, VinaPhone, liên danh EVN Telecom và Hanoi Telecom.
Năm 2010, do quá trình cổ phần hóa của Công ty không hoàn thành đúng thời hạn, nên Chính phủ đã quyết định chuyển đổi mô hình Công ty từ doanh nghiệp nhà nước thành Công ty TNHH MTV do Nhà nước làm chủ sở hữu, ông Lê Ngọc Minh được VNPT bổ nhiệm chức danh Chủ tịch hội đồng thành viên Công ty và ông Mai Văn Bình được bổ nhiệm làm Tổng Giám đốc Công ty.
Ngày 26 tháng 6 năm 2014, ông Mai Văn Bình được bổ nhiệm phụ trách chức vụ Chủ tịch Công ty Thông tin di động.
Ngày 10 tháng 7 năm 2014, bàn giao quyền đại diện chủ sở hữu Nhà nước tại Công ty VMS từ Tập đoàn VNPT về Bộ TT&TT
Ngày 13 tháng 8 năm 2014, ông Lê Nam Trà được bổ nhiệm chức vụ Tổng Giám đốc Công ty Thông tin di động.
Ngày 01 tháng 12 năm 2014, nhận quyết định thành lập Tổng công ty Viễn thông MobiFone trên cơ sở tổ chức lại Công ty TNHH một thành viên Thông tin di động.
Ngày 21 tháng 4 năm 2015, ông Lê Nam Trà được bổ nhiệm chức vụ Chủ tịch Hội đồng thành viên và ông Cao Duy Hải được bổ nhiệm chức vụ Tổng Giám đốc Tổng công ty Viễn thông MobiFone.
Năm 2016, bê bối vụ AVG, Tổng giám đốc MobiFone bị cách chức
Năm 2017, ông Nguyễn Mạnh Thắng được bổ nhiệm làm Chủ tịch Hội đồng Thành viên Tổng Công ty Viễn thông MobiFone.
Từ ngày 15 tháng 9 năm 2018, các thuê bao MobiFone gồm 11 chữ số sẽ đổi về 10 chữ số có dạng 07x.
Ngày 27 tháng 11 năm 2019, ông Tô Mạnh Cường được bổ nhiệm làm Tổng giám đốc Tổng công ty Viễn thông Mobifone.
Ngày 01 tháng 06 năm 2022, ông Nguyễn Hồng Hiển được bổ nhiệm làm Chủ tịch Hội đồng Thành viên Tổng Công ty Viễn thông MobiFone thay ông Nguyễn Mạnh Thắng được điều chuyển giữ chức vụ Thành viên Hội đồng thành viên Tập đoàn VNPT.
Ngày 27/02/2025, chuyển giao quyền sở hữu MobiFone từ Ủy ban Quản lý vốn Nhà nước tại doanh nghiệp cho Bộ Công an quản lý.

## Đối thủ cạnh tranh và thị phần
MobiFone có thị phần (ước tính dựa trên doanh thu) 22,52% vào năm 2023. Các đối thủ chính bao gồm Viettel với thị phần 57,6%, VinaPhone với thị phần 17,49%, và Vietnamobile với thị phần chỉ chiếm 1,75%. Ba nhà cung cấp lớn thuộc sở hữu nhà nước là Viettel, VinaPhone và MobiFone có tổng thị phần gần 98%.

## Cơ cấu tổ chức

### Các Phòng, Ban
- Hiện nay, Tổng công ty Viễn thông MobiFone có 20 Phòng, Ban chức năng và 20 đơn vị trực thuộc khác bao gồm 9 Công ty Dịch vụ MobiFone tại 9 khu vực, Trung tâm Viễn thông quốc tế MobiFone, Trung tâm Dịch vụ đa phương tiện và giá trị gia tăng MobiFone, Trung tâm Công nghệ thông tin MobiFone, Trung tâm Quản lý và điều hành mạng (NOC), Trung tâm Mạng lưới MobiFone miền Bắc, Trung, Nam, Trung tâm Đo kiểm và sửa chữa thiết bị viễn thông MobiFone, Trung tâm Tính cước và Thanh khoản, Trung tâm Nghiên cứu và Phát triển, Trung tâm Tư vấn thiết kế MobiFone.
- Ngoài ra, MobiFone có bốn Công ty con bao gồm Công ty cổ phần Dịch vụ kỹ thuật MobiFone, Công ty cổ phần Công nghệ MobiFone toàn cầu, Công ty cổ phần Dịch vụ gia tăng MobiFone, và Công ty cổ phần nghe nhìn toàn cầu.
- Văn phòng Tổng Công ty viễn thông MobiFone: Tòa nhà MobiFone - Lô VP1, Phường Yên Hòa, Quận Cầu Giấy, Thành phố Hà Nội.

### Các đơn vị trực thuộc
- Công ty Dịch vụ MobiFone khu vực 1 có trụ sở chính tại Hà Nội, chịu trách nhiệm kinh doanh toàn bộ các dịch vụ do Tổng công ty cung cấp đối với tất cả các nhóm khách hàng theo mục tiêu, quy hoạch và kế hoạch phát triển của Tổng Công ty trên địa bàn thành phố Hà Nội. Địa chỉ: Tòa nhà MobiFone - Duy Tân, số 5/82 đường Duy Tân, Quận Cầu Giấy, TP. Hà Nội.
- Công ty Dịch vụ MobiFone khu vực 2 có trụ sở chính tại TP. Hồ Chí Minh, chịu trách nhiệm kinh doanh toàn bộ các dịch vụ do Tổng công ty cung cấp đối với tất cả các nhóm khách hàng theo mục tiêu, quy hoạch và kế hoạch phát triển của Tổng Công ty trên địa bàn TP Hồ Chí Minh. Địa chỉ: MM 18, đường Trường Sơn, phường 14, Quận 10, TP. HCM.
- Công ty Dịch vụ MobiFone khu vực 3 có trụ sở chính tại Đà Nẵng, chịu trách nhiệm kinh doanh toàn bộ các dịch vụ do Tổng công ty cung cấp đối với tất cả các nhóm khách hàng theo mục tiêu, quy hoạch và kế hoạch phát triển của Tổng Công ty trên khu vực miền Trung: Đà Nẵng, Quảng Trị, Thừa Thiên Huế, Quảng Nam, Quảng Ngãi, Bình Định, Phú Yên. Địa chỉ: Số 391 đường Nguyễn Văn Linh, thành phố Đà Nẵng.
- Công ty Dịch vụ MobiFone khu vực 4 có trụ sở chính tại Việt Trì-Phú Thọ, chịu trách nhiệm kinh doanh toàn bộ các dịch vụ do Tổng công ty cung cấp đối với tất cả các nhóm khách hàng theo mục tiêu, quy hoạch và kế hoạch phát triển của Tổng Công ty trên địa bàn các tỉnh: Lào Cai, Lai Châu, Điện Biên, Yên Bái, Sơn La, Phú Thọ, Hòa Bình, Hà Nam, Nam Định, Ninh Bình, Vĩnh Phúc. Địa chỉ: Toà nhà MobiFone, khu Đồng Mạ, đường Nguyễn Tất Thành, phường Thanh Miếu, TP. Việt Trì, T. Phú Thọ.
- Công ty Dịch vụ MobiFone khu vực 5 có trụ sở chính tại Hải Phòng, chịu trách nhiệm kinh doanh toàn bộ các dịch vụ do Tổng công ty cung cấp đối với tất cả các nhóm khách hàng theo mục tiêu, quy hoạch và kế hoạch phát triển của Tổng Công ty trên địa bàn các tỉnh: Hải Phòng, Quảng Ninh, Hải Dương, Thái Bình, Hưng Yên, Bắc Ninh, Bắc Giang, Lạng Sơn, Thái Nguyên, Bắc Cạn, Tuyên Quang, Cao Bằng, Hà Giang. Địa chỉ: Số 8, lô 28 A, Lê Hồng Phong, Q. Ngô Quyền, TP. Hải Phòng.
- Công ty Dịch vụ MobiFone khu vực 6 có trụ sở chính tại Nghệ An, chịu trách nhiệm kinh doanh toàn bộ các dịch vụ do Tổng công ty cung cấp đối với tất cả các nhóm khách hàng theo mục tiêu, quy hoạch và kế hoạch phát triển của Tổng Công ty trên địa bàn các tỉnh: Thanh Hóa, Nghệ An, Hà Tĩnh, Quảng Bình. Địa chỉ: 10, đường Nguyễn Thị Minh Khai, phường Hưng Bình, Tp. Vinh, tỉnh Nghệ An.
- Công ty Dịch vụ MobiFone khu vực 7: Trụ sở chính tại tỉnh Đắk Lắk, chịu trách nhiệm kinh doanh toàn bộ các dịch vụ do Tổng công ty cung cấp đối với tất cả các nhóm khách hàng theo mục tiêu, quy hoạch và kế hoạch phát triển của Tổng Công ty trên địa bàn các tỉnh: Kon Tum, Gia Lai, Đắk Lắk, Đắc Nông, Khánh Hòa, Phú Yên. Địa chỉ: Số 16, đường Trường Chinh, Phường Tân Lợi, TP. Buôn Ma Thuột, tỉnh Đắk Lắk.
- Công ty Dịch vụ MobiFone khu vực 8: có trụ sở chính tại Đồng Nai, chịu trách nhiệm kinh doanh toàn bộ các dịch vụ do Tổng công ty cung cấp đối với tất cả các nhóm khách hàng theo mục tiêu, quy hoạch và kế hoạch phát triển của Tổng Công ty trên địa bàn các tỉnh: Đồng Nai, Lâm Đồng, Ninh Thuận, Bình Thuận, Bình Phước, Bình Dương, Tây Ninh, Bà Rịa – Vũng Tàu, Long An. Địa chỉ: 236a Phan Trung, Phường Tân Tiến, TP. Biên Hòa, Đồng Nai
- Công ty Dịch vụ MobiFone khu vực 9: có trụ sở chính tại Cần Thơ, chịu trách nhiệm kinh doanh toàn bộ các dịch vụ do Tổng công ty cung cấp đối với tất cả các nhóm khách hàng theo mục tiêu, quy hoạch và kế hoạch phát triển của Tổng Công ty trên địa bàn các tỉnh: Cần Thơ, Tiền Giang, Bến Tre, Vĩnh Long, Trà Vinh, Đồng Tháp, An Giang, Hậu Giang, Sóc Trăng, Bạc Liêu, Cà Mau, Kiên Giang. Địa chỉ: 06 Hòa Bình, Ninh Kiều, Cần Thơ.
- Trung tâm Viễn thông Quốc tế: Có nhiệm vụ Quản lý, kinh doanh dịch vụ viễn thông quốc tế; Đề xuất đầu tư, giải pháp, thiết bị và ứng dụng để phát triển dịch vụ kinh doanh quốc tế; Điều hành định tuyến lưu lượng; Quản lý, kinh doanh dịch vụ Chuyển vùng quốc tế; Duy trì và bảo đảm chất lượng dịch vụ viễn thông quốc tế.
- Trung tâm Quản lý, điều hành mạng (NOC) có chức năng, nhiệm vụ: Quản lý, vận hành, bảo dưỡng thiết bị, truyền dẫn và cơ sở hạ tầng lắp đặt thiết bị phần mạng lõi; Điều hành công tác xử lý sự cố phần mạng lõi; Tối ưu đảm bảo chất lượng các hướng lưu lượng và dịch vụ cung cấp tới khách hàng; Phối hợp đơn vị trong công tác phát triển mạng, triển khai dịch vụ mới, an toàn an ninh.
- Trung tâm Nghiên cứu và Phát triển MobiFone có chức năng, nhiệm vụ: Nghiên cứu, phát triển công nghệ; ứng dụng các kết quả nghiên cứu, phát triển, các giải pháp khoa học công nghệ mới tại Tổng công ty; Thiết kế, phát triển và sáng tạo các sản phẩm, dịch vụ viễn thông, dịch vụ giá trị gia tăng, dịch vụ công nghệ thông tin..; Nghiên cứu, cải tiến, nâng cao chất lượng các sản phẩm, dịch vụ hiện có với chất lượng và giá thành tối ưu; Tổ chức hoạt động nghiên cứu và triển khai các công nghệ đã được giao; tiến hành các hợp tác liên kết nghiên cứu khoa học công nghệ với các doanh nghiệp; Thực hiện tư vấn về chuyển giao công nghệ, quyền sở hữu trí tuệ,... tư vấn về công nghệ, sản phẩm, dịch vụ cho nội bộ Tổng công ty và các đơn vị ngoài.
- Trung tâm Dịch vụ đa phương tiện và giá trị gia tăng MobiFone có chức năng, nhiệm xây dựng và triển khai các phương án kinh doanh, chính sách kinh doanh, phát triển các sản phẩm, dịch vụ giá trị gia tăng, data; hợp tác kinh doanh với các đối tác cung cấp nội dung,...
- Trung tâm Công nghệ Thông tin MobiFone có chức năng, nhiệm vụ sau: Chủ trì nghiên cứu, sản xuất, phát triển mới các phần mềm ứng dụng Công nghệ thông tin phục vụ các đơn vị, khách hàng trong và ngoài Công ty; Nghiên cứu các hệ thống phần mềm của Công ty do đối tác đang triển khai, tiếp nhận chuyển giao công nghệ, tiến tới làm chủ hệ thống, chủ trì tối ưu, nâng cấp, mở rộng các tính năng của hệ thống; Nghiên cứu, cập nhật và thử nghiệm công nghệ. Đề xuất phương án sử dụng công nghệ mới trong lĩnh vực công nghệ thông tin; Chủ trì nghiên cứu, xây dựng, và triển khai các giải pháp công nghệ trọn gói cho các khách hàng trong và ngoài Công ty; Cung cấp dịch vụ phần mềm: tích hợp hệ thống, hỗ trợ kỹ thuật, bảo trì, tối ưu, đào tạo... cho khách hàng trong và ngoài Công ty.
- Trung tâm Công Nghiệp Công nghệ cao MobiFone có chức năng, nhiệm vụ sau: Lắp đặt, sửa chữa thiết bị viễn thông và các thiết bị phụ trợ khác; Đo kiểm chất lượng mạng lưới; cung cấp số liệu phục vụ công tác tối ưu của các đơn vị trong Công ty; Nghiên cứu, thử nghiệm các giải pháp, công nghệ, ứng dụng kỹ thuật. Địa chỉ: Tầng 18, 19 – tòa nhà Cục Tần số, số 115 Trần Duy Hưng, phường Trung Hòa, Quận Cầu Giấy, TP Hà Nội.
- Trung tâm Tính cước và Thanh khoản MobiFone có chức năng, nhiệm vụ khai thác hệ thống tính cước tập trung và các hệ thống công nghệ thông tin nội bộ của Tổng Công ty để phục vụ cho công tác kỹ thuật mạng lưới và cung cấp số liệu cho các hoạt động sản xuất kinh doanh của Tổng Công ty.
- Các Trung tâm mạng lưới MobiFone miền Bắc, Trung, Nam có chức năng, nhiệm vụ: Quản lý, vận hành khai thác bảo dưỡng thiết bị, truyền dẫn và cơ sở hạ tầng mạng vô tuyến; Điều hành công tác xử lý sự cố các trạm phát sóng thuộc địa bàn miền Bắc; Tối ưu vùng phủ sóng đảm bảo chất lượng mạng phục vụ khách hàng theo yêu cầu của các Công ty kinh doanh; Phối hợp đơn vị trong công tác phát triển mạng, triển khai dịch vụ mới, an toàn phòng chống lụt bão.

## Bê bối

### Việc mua AVG
Vào tháng 1/2016, MobiFone thông báo hoàn thành việc mua cổ phần của AVG. Thương hiệu truyền hình An Viên của AVG sau đó đổi tên thành MobiTV. MobiFone giải thích rằng họ mua AVG là “để đa dạng dịch vụ cung cấp cho khách hàng, bước chân vào mảng truyền hình trả tiền” và nó sẽ nâng giá trị thương hiệu của họ khi cổ phần hóa. Việc mua AVG diễn ra sau khi Thủ tướng nhiệm kỳ trước Nguyễn Tấn Dũng chấp thuận về chủ trương cho phép Mobifone tham gia đầu tư cung cấp dịch vụ truyền hình. MobiFone đã mua lại 95% cổ phần AVG với số tiền lên đến 8.900 tỉ đồng. Một số chuyên gia cho rằng, MobiFone đã mua với mức giá cao gấp gần 9 lần giá trị thực sự của AVG.
Cuối tháng 12 năm 2019, tòa án xét xử sơ thẩm, kết quả có một án tù chung thân cho cựu Bộ trưởng Nguyễn Bắc Son và nhiều án tù khác cho các quan chức Chính phủ và ông Phạm Nhật Vũ, Chủ tịch AVG.

## Giải thưởng

### Các giải thưởng năm 2019
- Top 10 doanh nghiệp có năng lực công nghệ 4.0 tiêu biểu theo bình chọn của Hiệp hội Phần mềm và Dịch vụ Công nghệ thông tin Việt Nam (VINASA).
- Top 50 doanh nghiệp CNTT hàng đầu Việt Nam theo bình chọn của Hiệp hội Phần mềm và Dịch vụ Công nghệ thông tin Việt Nam (VINASA).

### Các giải thưởng năm 2008
- Danh hiệu "Doanh nghiệp ICT xuất sắc nhất năm 2008" do độc giả Tạp chí PC World bình chọn.
- Danh hiệu "Doanh nghiệp cung cấp dịch vụ chất lượng nhất năm 2008" do độc giả Báo Sài gòn thiếp thị bình chọn.
- Danh hiệu "Mạng di động được ưa chuộng nhất năm 2008", "Mạng di động chăm sóc khách hàng tốt nhất năm 2008" do báo điện tử VietnamNet và tạp chí EchipMobile tổ chức bình chọn.
- Danh hiệu "Doanh nghiệp di động xuất sắc nhất" do Bộ Thông tin Truyền thông trao tặng tại Lễ trao giải Vietnam ICT Awards 2008.
- Danh hiệu "Doanh nghiệp di động chăm sóc khách hàng tốt nhất" năm 2008 do Bộ Thông tin Truyền thông trao tặng tại Lễ trao giải Vietnam ICT Awards 2008.

### Các giải thưởng năm 2007
- Giải thưởng " Mạng điện thoại được ưa chuộng nhất năm 2007" do độc giả E - Chip Mobile – VietNam Mobile Awards bình chọn.
- Xếp hạng Top 20 trong 200 doanh nghiệp lớn nhất Việt Nam do tổ chức UNDP bình chọn năm 2007.
- Top 10 "Thương hiệu mạnh" năm 2006-2007 do Thời báo kinh tế Việt Nam bình chọn

### Các giải thưởng năm 2006
- Giải thưởng "Mạng điện thoại được ưa chuộng nhất năm 2006", "Mạng điện thoại chăm sóc khách hàng tốt nhất năm 2006" do độc giả E-chip Mobile bình chọn trong Hệ thống giải VietNam Mobile Awards.
- Danh hiệu "Thương hiệu nổi tiếng năm 2006" do VCCI tổ chức bình chọn.
- Xếp hạng một trong 10 "Top 10 Thương hiệu mạnh và có tiềm năng của nền kinh tế Việt Nam" năm 2006 do báo Le Courierr du Vietnam bình chọn và giới thiệu trong Hội nghị thượng đỉnh APEC 2006

### Các giải thưởng năm 2005
- Giải thưởng " Nhà cung cấp mạng điện thoại di động tốt nhất năm 2005" do độc giả E - Chip Mobile bình chọn.
- Danh hiệu "Thương hiệu nổi tiếng năm 2005" do Thời báo Kinh tế bình chọn.

### Năm 2011
- Danh hiệu Anh hùng Lao động.